# Rupt-sur-Moselle
Rupt-sur-Moselle là một xã, nằm ở tỉnh Vosges trong vùng Grand Est của Pháp. Xã này có diện tích 45,55 km², dân số năm 1999 là 3637 người. Xã này nằm ở khu vực có độ cao trung bình 424 m trên mực nước biển.
Dân địa phương tiếng Pháp gọi là Ruppéens.

## Biến động dân số
| Năm | 1962  | 1968  | 1975  | 1982  | 1990  | 1999  |
| --- | ----- | ----- | ----- | ----- | ----- | ----- |
| Dân số | 3 825 | 3 970 | 3 863 | 3 570 | 3 470 | 3 637 |
| From the year 1962 on: No double counting—residents of multiple communes (e.g. students and military personnel) are counted only once. |       |       |       |       |       |       |